# بطولة الأندية الآسيوية 1996–97
كانت بطولة الأندية الآسيوية 1996–97 النسخة السادسة عشر من المنافسة السنوية الدولية للأندية لكرة القدم التي عقدت في منطقة الاتحاد الآسيوي لكرة القدم (آسيا). وقد حددت بطل أندية كرة القدم في آسيا لتلك السنة.
فاز بوهانغ ستيلرز الكوري الجنوبي بالنهائي وأصبح البطل الآسيوي لأول مرة.

## الدور الأول

### غرب آسيا
| الفريق الأول       | إجم.  | الفريق الثاني        | مباراة الذهاب | مباراة الإياب |
| ------------------ | ----- | -------------------- | ------------- | ------------- |
| نادي نيفتشي فرغانه | 8–2   | بامير دوشنبه         | 4–1           | 4–1           |
| أيك بشيكك          | 3–6   | يليماي سيميبالاتينسك | 2–4           | 1–2           |
| كوبيتداغ عشق آباد  | 0–1   | نادي برسبوليس        | 0–0           | 0–1           |
| كاظمة              | 10–1  | ظفار                 | 9–0           | 1–1           |
| الرفاع الغربي      | ا/س3  | النجمة               | 2–1           | 0–3           |
| النصر              | ا/س4  | الشارقة              |               |               |
| الريان             | إعفاء |                      |               |               |
| الزوراء            | إعفاء |                      |               |               |

1 الرفاع الغربي انسحب. 

2 الشارقة انسحب.

### شرق آسيا
| الفريق الأول             | إجم.       | الفريق الثاني      | مباراة الذهاب | مباراة الإياب |
| ------------------------ | ---------- | ------------------ | ------------- | ------------- |
| شانغهاي شينهوا           | 9–2        | نادي إنستانت-ديكت  | 7–1           | 2–1           |
| كونغ آن تان فو هو شي مين | 1–2        | نادي جوهر          | 0–1           | 1–1(ب.و.إ.)   |
| جي سي تي إف سي           | 2–2 (4–2ر) | نيو رود تيم        | 1–1           | 1–1           |
| نادي ماكاسار             | 1–4        | بوهانغ ستيلرز      | 1–0           | 0–4           |
| نيو راديانت              | 1–0        | نادي بيتاه يونايتد | 1–0           | ل/ت1          |
| يوكوهاما مارينوس         | ا/س2       | نادي أرتيليروس     |               |               |
| تشيونان إيلهوا تشونما    | إعفاء      |                    |               |               |
| نادي تاي فارمرز بانك     | إعفاء      |                    |               |               |

1 الغيت مباراة الإياب بسبب العنف السياسي في سريلانكا. 

2 نادي أرتيليروس انسحب.

## الدور الثاني

### غرب آسيا
| الفريق الأول         | إجم. | الفريق الثاني      | مباراة الذهاب | مباراة الإياب |
| -------------------- | ---- | ------------------ | ------------- | ------------- |
| الزوراء              | 3–1  | نادي نيفتشي فرغانه | 1–0           | 2–1           |
| يليماي سيميبالاتينسك | 3–5  | نادي برسبوليس      | 3–0           | 0–5           |
| النجمة               | 1–4  | النصر              | 1–0           | 0–4           |
| كاظمة                | 1–2  | الريان             | 0–1           | 1–1           |

### شرق آسيا
| الفريق الأول          | إجم. | الفريق الثاني  | مباراة الذهاب | مباراة الإياب |
| --------------------- | ---- | -------------- | ------------- | ------------- |
| تشيونان إيلهوا تشونما | 1–0  | شانغهاي شينهوا | 0–0           | 1–0           |
| يوكوهاما مارينوس      | 3–1  | نادي جوهر      | 2–0           | 1–1           |
| جي سي تي إف سي        | 1–2  | نيو راديانت    | 1–0           | 0–2           |
| نادي تاي فارمرز بانك  | 1–5  | بوهانغ ستيلرز  | 1–3           | 0–2           |

## ربع النهائي

### غرب آسيا
| فريق          | لعب | ف | ت | خ | GF | عليه | ف.أ | نقاط |
| ------------- | --- | - | - | - | -- | ---- | --- | ---- |
| نادي برسبوليس | 3   | 2 | 0 | 1 | 6  | 5    | +1  | 6    |
| الزوراء       | 3   | 1 | 1 | 1 | 3  | 2    | +1  | 4    |
| النصر         | 3   | 1 | 1 | 1 | 4  | 4    | 0   | 4    |
| الريان        | 3   | 1 | 0 | 2 | 3  | 5    | −2  | 3    |

| الريان                                  | 2–1 | النصر             |
| --------------------------------------- | --- | ----------------- |
| زامل الكواري 55' · محمد سالم العنزي 62' |     | ماجد عبد الله 72' |

| نادي برسبوليس                     | 2–1 | الزوراء       |
| --------------------------------- | --- | ------------- |
| رضا شاهرودي 39' · إدموند بزيك 75' |     | صاحب عباس 71' |

| النصر                      | 3–2 | نادي برسبوليس                      |
| -------------------------- | --- | ---------------------------------- |
| أوهين كينيدي 70'، 87'، 89' |     | إدموند بزيك 62' · خداداد عزيزي 75' |

| الزوراء                       | 2–0 | الريان |
| ----------------------------- | --- | ------ |
| مؤيد جودي 40' · محمد جاسم 55' |     |        |

| الريان        | 1–2 | نادي برسبوليس         |
| ------------- | --- | --------------------- |
| محمد مطلق 65' |     | خداداد عزيزي 44'، 89' |

| النصر | 0–0 | الزوراء |
| ----- | --- | ------- |
|       |     |         |

### شرق آسيا
| فريق                  | لعب | ف | ت | خ | له | عليه | ف.أ | نقاط |
| --------------------- | --- | - | - | - | -- | ---- | --- | ---- |
| تشيونان إيلهوا تشونما | 3   | 2 | 1 | 0 | 12 | 2    | +10 | 7    |
| بوهانغ ستيلرز         | 3   | 1 | 2 | 0 | 8  | 2    | +6  | 5    |
| يوكوهاما مارينوس      | 3   | 1 | 1 | 1 | 14 | 5    | +9  | 4    |
| نيو راديانت           | 3   | 0 | 0 | 3 | 0  | 25   | −25 | 0    |

| تشيونان إيلهوا تشونما | 9–0 | نيو راديانت |
| --- | --- | ----------- |
| لي سانغ-يون 15' · كيم دونغ-غون 37' 59' · هوانغ يون-سيوك 44' · لي كي-بيوم 51' · هان جونغ-غوك 68' 73' · غينادي ستيبوشكين 69' · أليكس أغبو 89' |     |             |

| بوهانغ ستيلرز                           | 2–2 | يوكوهاما مارينوس                       |
| --------------------------------------- | --- | -------------------------------------- |
| لي يونغ-سانغ 48' · راده بوغدانوفيتش 75' |     | ألبرتو أكوستا 32' · تونيتاكي ميورا 39' |

| نيو راديانت | 0–6 | بوهانغ ستيلرز                                                |
| ----------- | --- | ------------------------------------------------------------ |
|             |     | تشو جين-هو 32' 49' (ركلة.) 83' 89' · سيرهي كونوفالوف 34' 61' |

| يوكوهاما مارينوس                    | 2–3 | تشيونان إيلهوا تشونما                    |
| ----------------------------------- | --- | ---------------------------------------- |
| ألبرتو أكوستا 34' · ساتورو نودا 57' |     | لي سانغ-يون 14' 51' · هوانغ يون-سيوك 60' |

| يوكوهاما مارينوس                                                                                          | 10–0 | نيو راديانت |
| --- | ---- | ----------- |
| م. سوزوكي 4' · ألبرتو أكوستا 12' 28' 38' 57' 89' · يوشيتو تيراكاوا 13' 35' · ي. أوينا 40' · ت. هيراما 75' |      |             |

| بوهانغ ستيلرز | 0–0 | تشيونان إيلهوا تشونما |
| ------------- | --- | --------------------- |
|               |     |                       |

## نصف النهائي
| نادي برسبوليس | 1–3 | بوهانغ ستيلرز                                 |
| ------------- | --- | --------------------------------------------- |
| خداداد عزيزي  |     | بارك تاي-ها 9'، 86' · يحيى غلمحمدي 55' (ه.ذ.) |

| تشيونان إيلهوا تشونما | 1–0 | الزوراء |
| --------------------- | --- | ------- |
|                       |     |         |

## مباراة المركز الثالث
| نادي برسبوليس                                             | 4–1 | الزوراء      |
| --------------------------------------------------------- | --- | ------------ |
| إدموند بزيك 20' · مهدي مهدفيكيا 30' · كريم باقري 65'، 80' |     | حسام فوزي 8' |

## النهائي
| بوهانغ ستيلرز                             | 2–1 (ب.و.إ.) | تشيونان إيلهوا تشونما |
| ----------------------------------------- | ------------ | --------------------- |
| بارك تاي-ها 78' · بارك جي-هو 117' (ركلة.) |              | هونغ جونغ-كيونغ 79'   |

## البطل
| بطولة الأندية الآسيوية 1996–97 بوهانغ ستيلرز أول لقب |